# Jan Metelski
Jan Metelski (ur. 1914 w Warszawie, zm. we wrześniu 1939 w Lublinie) – polski lekkoatleta, sprinter.
Studiował prawo na Uniwersytecie Warszawskim. Był lekkoatletą AZS Warszawa i jednym z czołowych polskich sprinterów pomiędzy 1936, a 1939. Był mistrzem Polski w biegach sztafetowych 4 x 400 m (w 1937 i 1938) oraz 4 x 100 m (w 1939). W 1936 zdobył tytuł wicemistrza Polski w biegu na 400 m.
W kampanii wrześniowej walczył z Niemcami jako podchorąży i zginął w Lublinie w trakcie nalotu bombowego na miasto.